# Zespół SAPHO
Zespół SAPHO (ang. SAPHO syndrome) – choroba reumatyczna, objawiająca się jako zapalenie kości i stawów towarzyszące krostkowicy dłoni i stóp lub trądzikowi. Nazwa zespołu jest akronimem nazw głównych objawów choroby: synovitis, acne, pustulosis, hyperostosis, osteitis (zapalenie błony maziowej, trądzik, krostkowica, hiperostoza, zapalenie kości).
Nazwę wprowadziła do literatury medycznej reumatolog dr Anne-Marie Chamot i wsp. w 1987 roku.

## Rozpoznanie
Według kryteriów Benhamou rozpoznanie zespołu SAPHO można postawić po spełnieniu co najmniej jednego z poniższych kryteriów:
1. Objawy kostno-stawowe w przebiegu trądziku o nasilonym przebiegu
2. Objawy kostno-stawowe w przebiegu krostkowicy dłoni i stóp (PPP)
3. Hiperostoza ze zmianami lub bez
4. Przewlekle nawracające rozsiane zapalenie kości i szpiku, obejmujące szkielet osiowy lub obwodowy, ze zmianami lub bez